# Фельд, Яков Наумович
Яков Наумович Фельд (10 марта 1912, Киев — 28 августа 1995, Москва) — советский и российский учёный в области радиотехники и антенн, лауреат Премии имени Попова Академии наук СССР (1986), доктор технических наук (1947), профессор (1948).

## Биография
В 1927 году окончил среднюю «трудовую» школу, в 1931 году — радиофакультет Киевского техникума связи.
С 1932 по 1941 год был сотрудником (с 1934 года — научный консультант) Центральной радиолаборатории (ЦРЛ) в Ленинграде под руководством профессора В. В. Татаринова.
В 1939 году защитил кандидатскую диссертацию на тему «Общая теория некоторых типов фидерных систем» (в связи с отсутствием диплома о высшем образовании для защиты было получено специальное разрешение Всесоюзного Комитета по Высшей Школе при СНК Союза ССР).
В 1941 году вместе с ЦРЛ, преобразованной в завод 327, был эвакуирован в Красноярск (ныне НПП «Радиосвязь»), где проработал до 1946 года.
В 1946 году поступил в докторантуру Физического института АН СССР (ФИАН) в лабораторию академика Н. Д. Папалекси, где стажировался у академика М. А. Леонтовича.
В 1947 году Фельд защитил докторскую диссертацию на тему «Основы теории щелевых антенн», в 1948 году ему было присвоено звание профессора.
В феврале 1946 года по приглашению М. А. Леонтовича перешёл на работу в ЦНИИ-108 (в настоящее время Центральный научно-исследовательский радиотехнический институт имени академика А. И. Берга — ЦНИРТИ), где с 1949 по 1976 год возглавлял антенный отдел.
На протяжении всей жизни совмещал научно-исследовательскую деятельность с педагогической:
- 1934—1941 гг. — преподаватель Ленинградского электротехнического института связи имени М. А. Бонч-Бруевича[3], с 1939 доцент;
- 1947—1948 гг. — доцент Московского авиационного института им. С. Орджоникидзе;
- 1948—1949 гг. — профессор физико-технического факультета МГУ им. М. В. Ломоносова[4];
- 1950—1960 гг. — профессор Военно-Воздушной Инженерной Академии имени Н. Е. Жуковского[5];
- 1971—1972 гг. — профессор Института повышения квалификации Министерства Радиопромышленности СССР;
- 1972—1995 гг. — профессор Московского института радиотехники, электроники и автоматики (МИРЭА – Российский технологический университет[6]).

Умер 28 августа 1995 года в Москве, похоронен на Преображенском еврейском кладбище Санкт-Петербурга.

## Научная деятельность
Автор 3 монографий и более 200 научных работ, создатель научной школы: более 40 его учеников защитили кандидатские диссертации и 10 — докторские.
Создатель и руководитель общемосковского семинара по дифракции и распространению радиоволн (база Институт радиотехники и электроники РАН), с 2002 года — Московский электродинамический семинар имени Я. Н. Фельда.
С 1956 по 1995 год был членом редколлегии журнала «Радиотехника и электроника» АН СССР (РАН).
Основные научные результаты:
- формулировка граничных задач электродинамики в современной форме;
- создание законченной теории щелевых антенн;
- разработка «прямых» методов расчета антенн, в том числе метода наведенных магнитодвижущих сил для расчета поля в щелях;
- разработка методов решения задач дифракции на криволинейных поверхностях и экранах (в частности, метод специальной ортогонализации Фельда, обобщение вариационных методов на случаи несамосопряженных операторов и гильбертовой метрики);
- разработка методов решения обратных задач теории антенн;
- показано, что поле любой антенны с плоским излучающим раскрывом, рассчитанное известным приближенным методом эквивалентных токов по заданным на раскрыве касательным составляющим векторов поля, тождественно совпадает с полем, рассчитанным в предположении, что касательные составляющие векторов поля на раскрыве сохраняются теми же, а сам раскрыв дополняется до бесконечной плоскости абсолютно чёрным фланцем. То есть широко используемый метод расчета диаграмм направленности апертурных антенн соответствует несколько иной модели с чёрным фланцем;
- получены общие формулы для мощности принимаемой антенной при падении на неё волны произвольной формы, с учётом рассогласования фидера с антенной, показано, что при фиксированном падающем поле, задача о максимуме принимаемой мощности не имеет смысла и приведены добавочные условия, при которых этот максимум существует и конечен, доказано, что при наличии потерь в среде, окружающей антенну, этот максимум существует без каких-либо дополнительных условий;
- разработка метода вариации постоянных для решения краевых задач для уравнений с частными производными, в частности для уравнений Максвелла,
- разработка теории рассеяния электромагнитных волн антеннами.

Руководитель работ по созданию оригинальных конструкций антенн эллиптической поляризации, антенн поверхностных волн, волноводно-щелевых и линзовых антенн, антенн с электрическим качанием луча, широкополосных осесимметричных фазированных решёток.

### Публикации
- Фельд Я. Н., Основы теории щелевых антенн. — М.: Советское радио, 1948. — 164 с.
- Фельд Я. Н., Бененсон Л. С. Антенны сантиметровых и дециметровых волн. — М.: ВВИА им. Н. Е. Жуковского, 1955. — 208 с.
- Фельд Я. Н., Бененсон Л. С. Антенно-фидерные устройства. — М.: ВВИА им. Н. Е. Жуковского, 1959. — 552 с.
- Справочник по антенной технике, т.1. — М.: ИПРЖР, 1997. — 249 с. (главы 1, 2, 4, 6 и 3, последняя совместно с Л. Д. Бахрахом и Е. Г. Зелкиным). ISBN 5-88070-003-8
- Фельд Я. Н., Бененсон Л. С. Основы теории антенн. — М.: Дрофа, 2007.- 492 с. ISBN 978-5-358-01772-6
- Фельд Я. Н., Электродинамика. Дифракция. Антенны. Научные труды. — М.: 2019 (электронное издание). — 1006 с.
- Антенны сантиметровых волн. — М.: Советское радио, 1950. — 260 с. (редактор перевода).
- Справочник по волноводам. — М.: Советское радио, 1952. — 432 с. (редактор перевода).
- Техника сверхвысоких частот. Том 1. — М.: Советское радио, 1952. — 476 с. (редактор перевода).